# KLK14
KLK14 (англ. Kallikrein related peptidase 14) – білок, який кодується однойменним геном, розташованим у людей на короткому плечі 19-ї хромосоми. Довжина поліпептидного ланцюга білка становить 267 амінокислот, а молекулярна маса — 29 122.
| 10         |  | 20         |  | 30         |  | 40         |  | 50         |
| ---------- |  | ---------- |  | ---------- |  | ---------- |  | ---------- |
| MSLRVLGSGT |  | WPSAPKMFLL |  | LTALQVLAIA |  | MTQSQEDENK |  | IIGGHTCTRS |
| SQPWQAALLA |  | GPRRRFLCGG |  | ALLSGQWVIT |  | AAHCGRPILQ |  | VALGKHNLRR |
| WEATQQVLRV |  | VRQVTHPNYN |  | SRTHDNDLML |  | LQLQQPARIG |  | RAVRPIEVTQ |
| ACASPGTSCR |  | VSGWGTISSP |  | IARYPASLQC |  | VNINISPDEV |  | CQKAYPRTIT |
| PGMVCAGVPQ |  | GGKDSCQGDS |  | GGPLVCRGQL |  | QGLVSWGMER |  | CALPGYPGVY |
| TNLCKYRSWI |  | EETMRDK    |  |            |  |            |  |            |

A: Аланін

C: Цистеїн

D: Аспарагінова кислота

E: Глутамінова кислота

F: Фенілаланін

G: Гліцин

H: Гістидин

I: Ізолейцин

K: Лізин

L: Лейцин

M: Метіонін

N: Аспарагін

P: Пролін

Q: Глутамін

R: Аргінін

S: Серин

T: Треонін

V: Валін

W: Триптофан

Кодований геном білок за функціями належить до гідролаз, протеаз, серинових протеаз. 
Секретований назовні.